# Septum intermusculaire vasto-adducteur
Le septum intermusculaire latéral vasto-adducteur est une membrane aponévrotique du membre inférieur située dans la cuisse. 

## Description
Le septum intermusculaire latéral vasto-adducteur est une lame tendineuse tendue entre entre la ligne âpre du fémur et le fascia lata de l'aine jusqu'au genou.
Elle sépare les muscles long et grand adducteurs du muscle vaste médial et forme la partie inférieure de la paroi médiale du canal des adducteurs.